# ترخيم (نحو)
الترخيم في اللغة هو الترقيق والتليين، أما في الاصطلاح حذف آخر الاسم تخفيفًا على وجه مخصوص. الترخيم لا يكون إلا في النداء، ويكون بحذف اخر حرف من المنادى. والترخيم يؤتى به للتحسين، ولهذا لا يأتي إلا في مقام الرقة واللين، أو التعظيم أحياناً. الترخيم في الاصطلاح هو حذف آخر المنادى، وإذا كان هو حذف آخر المنادى، فإنه لا يصح أن تكون (ترخيماً) مفعولاً لأجله، لأن المعنى يكون: رَخِّمْ للتَّرْخيمِ، وهذا ليس له معنى، وإلا فإن الإنسان يفهم أنها مفعولاً لأجله. وعلى هذا – أي: إذا كان الترخيم هو حذف آخر المنادى – فإنها تكون كقول القائل: (جلستُ قُعُوداً)، وتكون مصدراً معنوياً على رأي ابن آجُرُّومٍ – رحمه الله – أو مفعولاً مطلقاً على رأي ابن مالك – رحمه الله – حيث قال:
«وَقَدْ يَنُوبُ عَنْهُ مَا عَلَيْهِ دَلْ كَـ (جِدَّ كُلَّ الجِـدِّ)، و(افْرَحِ الجَذَلْ)»، أذن: قوله (ترخيماً): نقول: مفعول مطلق عاملها قوله: (احْذِفْ). 
والترخيم في اطلاح النحويين حذف آخر المنادى، وقد قال الرسول ﷺ لعائشة : «يَا عَائِشُ». فَحَذَفَ آخره. وقوله: (كَـ (يَا سُعَا) فِيمَنْ دَعَا سُعَادَا): لو كان هناك امرأةٌ اسمها سُعَاد، وأردتَ أن تُرَخِّمَ بالنداء تقول: ( يا سُعَا)، أو: (سُعَا)، سواءٌ أبقيتَ حرف النداء أم حذفته. وقوله: (سُعَادًا): الألف للإطلاق، وليست من بِنْيَةِ الكلمة.

## شروط الترخيم
- أن يكون معرفة وغير ذي إضافة أو اسناد نحو (يا حار) في (حارث) إلا إذا كان مختوماً بالتاء فيرخم معرفة كقول امرئ القيس:

- ألا يكون نداء استغاثة، فلا يرخم المستغيث.
- أو غير معرفة كقول العجاج:

## طريقة الترخيم
يرخم الاسم المنادى إما بحذف الحرف الأخير منه فقط وهو الغالب كما في قراءة بعضهم ( يا مـالِ) أي (يا مالك).

أول بحذف الحرفين الآخرين بشرط أن يكون ما قبل الحرف الأخير حرف لين ساكناً زائداً مكملاً أربعة فصاعداً بعد حركة جنسه كقول الفرزدق: 
وأصله (يا مروان)

وكقول لبيد بن ربيعة العامري: 
أي (يا أسماء). 

## حركة الاسم المرخم
يجوز في الاسم المرخم بقاؤه على حركته بعد الحرف والترخيم فيقال في (جعفر): (يا جعفَ) بالفتح، وفي (مالك): (يا مالِ) بالكسر، وفي (منصور): (يا منصُ) بالضم، وفي (هرقل): (يا هرقْ) بالسكون.
ويعبر عنها بـ (لغة من ينتظر) أي كأنه ينتظر المحذوف.
ويجوز بناؤه على الضم، ويعبر عنها بـ (لغة من لا ينتظر). إلا إذا كان المرخم مختوماً بالتاء فإنه لا بد من بنائه على الفتح لئلا يلتبس بالمنادى المذكر غير المرخم نحو (يا مسلمَ ويا حارثَ) في نداء (مسلمة وحارثة).

## المحذوف للترخيم على ثلاثة أقسام
1. أن يكون حرفاً واحداً، وهو الغالب.
2. أن يكون حرفين، وذلك فيما اجتمعت فيه أربعة شروط؛ أحدهما: أن يكون ما قبل الحرف الأخير زائداً، والثاني أن يكون معتلَّاً، والثالث أن يكون ساكناً، والرابع أن يكون قبله ثلاثة أحرف فما فوقها، وذلك نحو (سَلْمَان، ومَنْصُور، ومسكين) علماً، تقول: (يَا سَلْمُ، ويا مَنْصُ، ويا مِسْكُ)، قال الشاعر: ” يَا مَـرْوُ؛ إنَّ مطِيَّتي محبوسةٌ  ترجو الحِبَاءَ ورَبُّهَا لم يَيْأَسِ “
3. أن يكون المحذوف كلمة برأسها، وذلك في المركب تركيب المزج، نحو: (مَعْدِي كَرِبَ) و (حَضْرَ مَوْتَ) تقول: (يا حَضْرُ). [7]

## الاسم المنقوص
تنكير الاسم المنقوص قد يكون مثالًا على حذف الآخِر مثل قاض وأصلها القاضي. أما تذكير الاسم المؤنث، كقولك القاضي مذكر القاضية، فنوع آخر من الحذف يتغير به حكم الاسم ويسمى «زائدة حذف».